# 海貓悲鳴時
《海貓悲鳴時》（うみねこのなく頃に）是日本同人社團07th Expansion所製作的同人遊戲以及由此改编的漫画與動畫。游戏於2007年夏季的Comic Market72發表EP1，以後預定每隔半年發表新一章。漫畫版於史克威爾艾尼克斯的「Gangan Powered」「月刊GANGAN JOKER」和「月刊GFantasy」連載中。動畫於2009年7月開始於神奈川電視台等獨立UHF放送局播放。
原文標題是，使用紅色標記，中文則是的「鳴」。

## 簡介
繼承該團體的首作《暮蟬悲鳴時》血脈，擁有完全不同世界觀的作品。雖然加入了「暴風雨中的孤島」「爭奪遺產」「洋館」「連環殺人」「預告狀」「解讀文」「神謎人物」「不可解的奇怪現象」等典型的Closed Circle（封閉空間）要素，是一部具有幻想要素的推理作品。本作中，07th Expansion第一次加入OP影片。
其後作品改編成電視動畫（僅出題篇），於2009年7月起在神奈川電視台、千葉電視台等UHF放送局以及愛知電視台、AT-X等TXN電視台播放。

## 故事
故事發生在一個名為六軒島的小島上。這裡是大富豪右代宮本家的所在地，每年10月第一個週末，家族成員都會赴島出席家族會議。
1986年10月4日，家督右代宮金藏病重，暫由長子藏臼主持會議，其他子女都在遺產分割問題上爭吵不休。而在書房裡的金藏完全不屑於理睬如禿鷲般的兒女們，閉門專注研究神秘黑魔法。孫兒女則懶理父母之間明爭暗鬥，相處氣氛十分融和。屋內還有五名傭人，其中三位得到家督寵信，當中兩位又與本家邂逅……
由於颱風的緣故，六軒島成為了與外界隔絕的孤島。兩日後颱風退去，警方登島後只看到慘絕人寰的景象。事後有人找到了一封期望解開魔女殺人真相的信，令事件成了多年來無人能解的謎題。在與世隔絕的兩天裡，島上到底發生了什麼事？是魔女殺人還是人類作案？
海貓鳴泣之時，無人生還。

## 推理
作為懸疑推理作品，本作希望玩家在進行推理的過程中得到樂趣。但是，作者並未明示如何推理和破解謎題，以至達到勝利的方法。目前按劇情發展，要得到勝利大致上可區分成以下的4點。
- 解開「封閉空間」殺人之謎，鎖定犯人
- 解明家族成員之間的關係和過去，以推理各人行動的原因
- 思考對抗魔女的手段，找到使所有人都不用死的方法
- 解開碑文之謎，找到黃金的所在處，即黃金鄉

進一步來説，於本作的推理上，對手魔女會故意安排非人為所能解釋的幻象擾亂推埋，玩家要分辨實際存在和妄想的產物。對於這點與前作中的「御社神」「雛見澤」「御三家」等類似。

## 原作（同人遊戲）
| 2007 | 海貓悲鳴時 episode1             |
| 2007 | 海貓悲鳴時 episode2             |
| 2008 | 海貓悲鳴時 episode3             |
| 2008 | 海貓悲鳴時 episode4             |
| 2009 | 海貓悲鳴時散 episode5           |
| 2009 | 海貓悲鳴時散 episode6           |
| 2010 | 海貓悲鳴時散 episode7           |
| 2010 | 海貓悲鳴時散 episode8           |
| 2010 | 海貓悲鳴時翼                    |
| 2010 | 海貓悲鳴時 魔女與推理之輪舞曲   |
| 2011 | 海貓悲鳴時羽                    |
| 2011 | 海貓悲鳴時 攜帶版1              |
| 2011 | 海貓悲鳴時 攜帶版2              |
| 2011 | 海貓悲鳴時散 真實與幻想的夜想曲 |
| 2012 |                                 |
| 2013 |                                 |
| 2014 |                                 |
| 2015 |                                 |
| 2016 |                                 |
| 2017 |                                 |
| 2018 |                                 |
| 2019 | 海貓悲鳴時咲                    |
| 2020 |                                 |
| 2021 | 海貓悲鳴時咲 貓箱與夢想的交響曲 |

本作分為出題篇和展開篇。出題篇是遊戲中必須解決的主要謎題，是達到勝利的關鍵。展開篇則是故事的延續，基於出題篇的複雜背景再增加提示，儘管EP本身亦是一局新的謎題，亦不是直接解答。

### 原著
- 出題篇：うみねこのなく頃に
EP1：Legend of the golden witch
2007年夏Comic Market72发布。
EP2：Turn of the golden witch
2007年冬Comic Market73发布。
EP3：Banquet of the golden witch
2008年夏Comic Market74发布。
EP4：Alliance of the golden witch
2008年冬Comic Market75发布。
EPX：Land of the golden witch
原定為ep3，在訪談中才提過的未發表作品

- 展開篇：うみねこのなく頃に散
EP5：End of the golden witch
2009年夏Comic Market76发布。
EP6：Dawn of the golden witch
2009年冬Comic Market77发布。
EP7：Requiem of the golden witch
2010年夏Comic Market78发布。
EP8：Twilight of the golden witch
2010年冬Comic Market79发布。

- 番外篇：うみねこのなく頃に翼
2010年冬Comic Market79发布。

- 番外篇：うみねこのなく頃に羽
2011年冬Comic Market81发布。

- 總集及番外篇：うみねこのなく頃に咲
2019年10月4日发布。

### 移植版
- 出題篇PS3移植版：海貓悲鳴時 魔女與推理之輪舞曲
EP1-EP4集成
2010年12月16日发布。
- 出題篇PSP移植版：海貓悲鳴時 携带版1
EP1-EP2
2011年10月20日发售。
- 出題篇PSP移植版：海貓悲鳴時 携带版2
EP3-EP4
2011年11月17日发售。
- 展開篇PS3移植版：海貓悲鳴時散 真實與幻想的夜想曲
EP5-EP8集成
2011年12月15日发售。
- Switch及PS4移植版：海貓悲鳴時咲 貓箱與夢想的交響曲
EP1-EP8集成及收錄「翼」、「羽」、「咲」的篇章
2021年1月28日发售。

### 衍生作品
- 衍生作品：黃金夢想曲
海貓悲鳴時的格鬥遊戲2010年12月31日发布。

## 六軒島

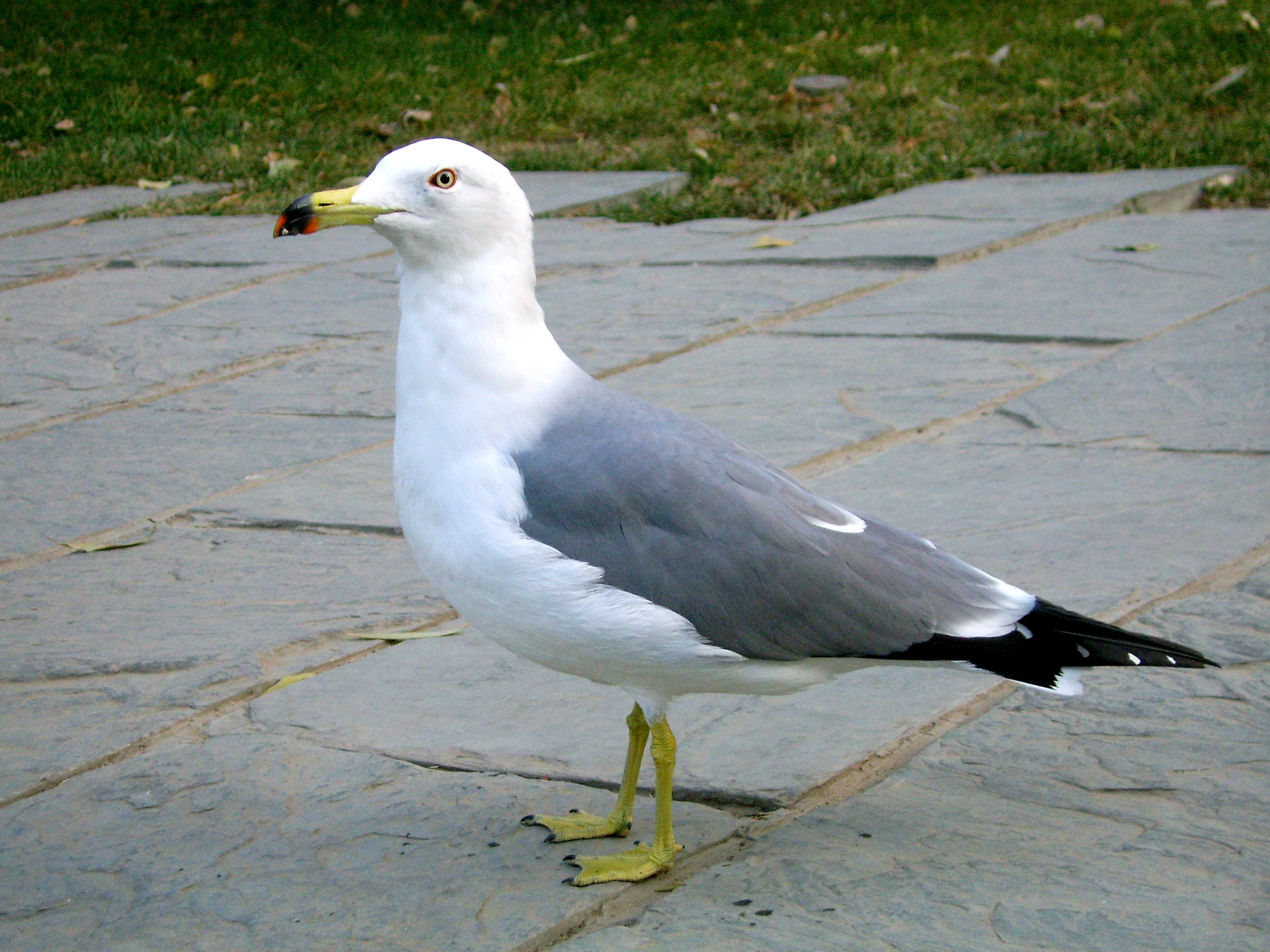
黑尾鷗（海猫）

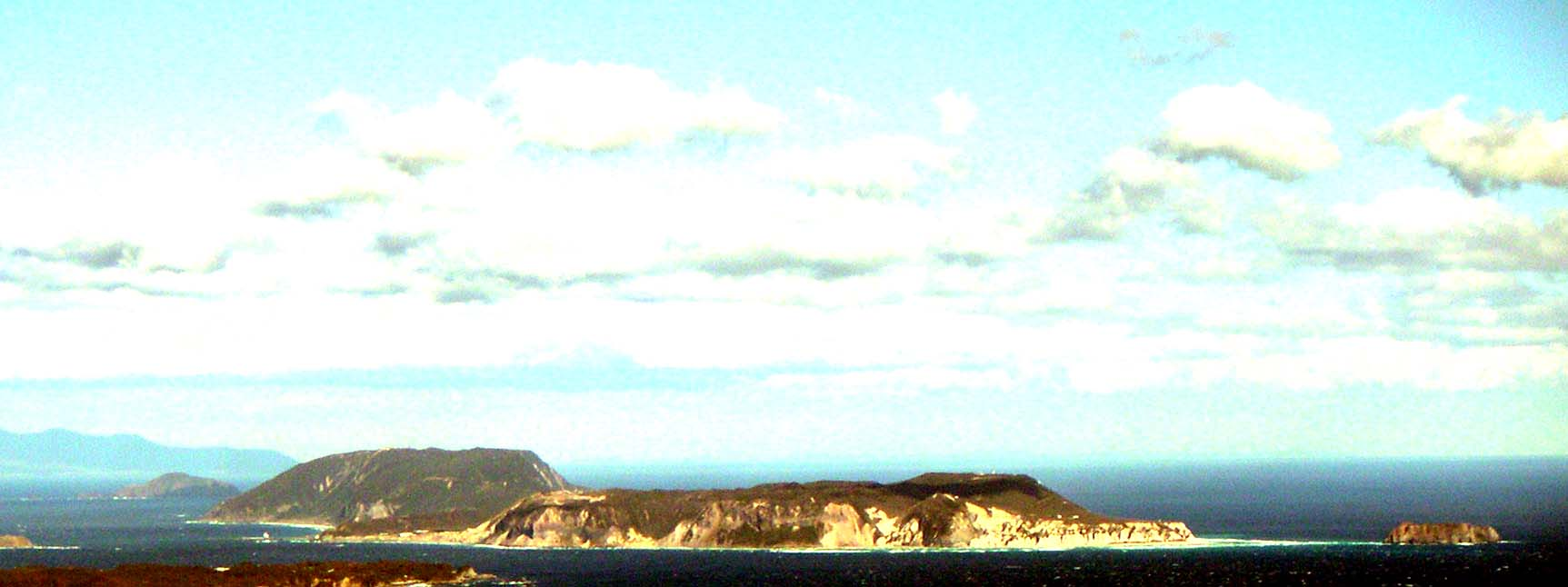
伊豆群岛中的新岛

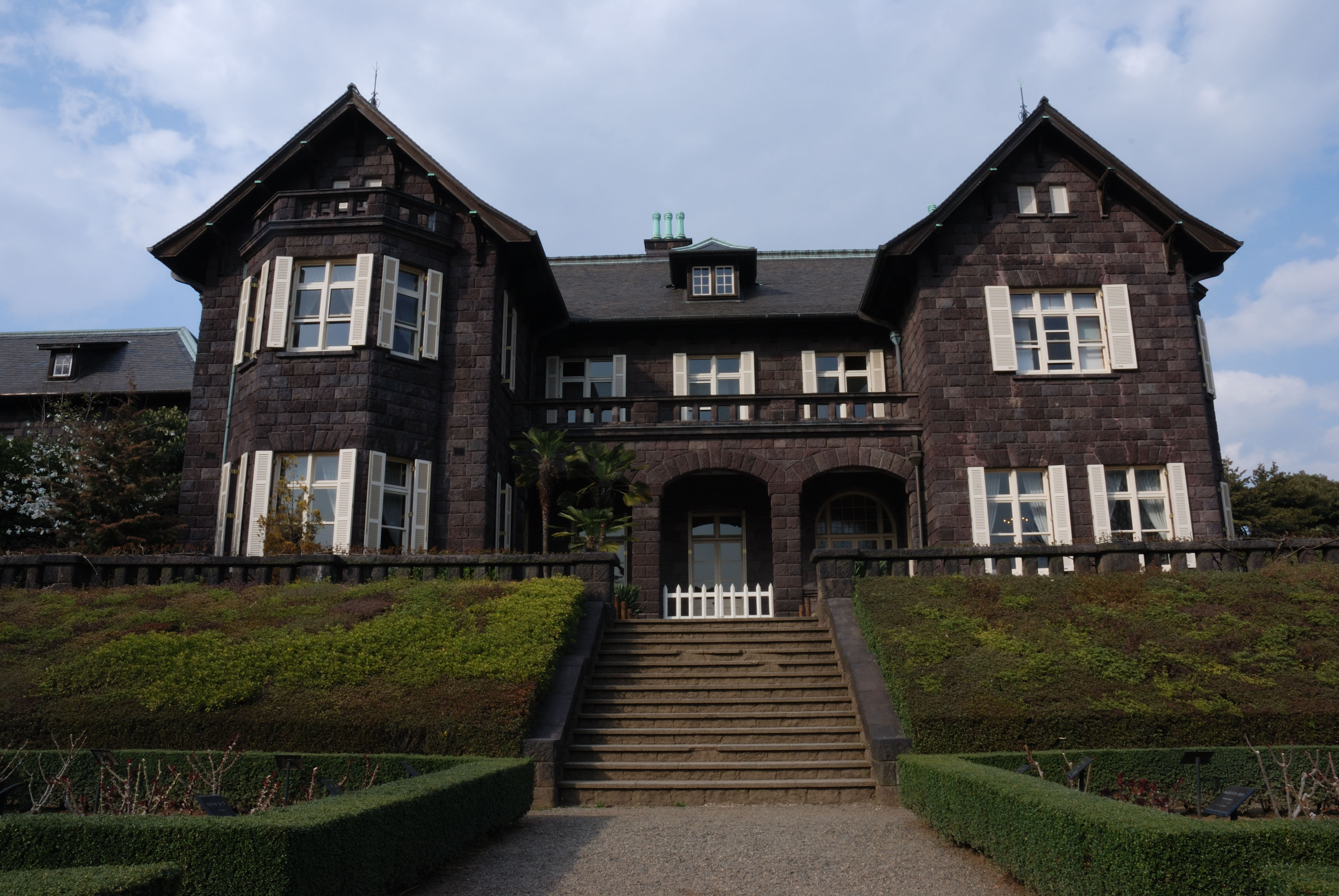
舊古河庭園 洋館

六轩岛
伊豆群岛中一个方圆不到10公里的小岛，临近新岛，乘坐快艇大概半小时可以到达。由右代宫金藏通过特殊手段，从政府取得關於小岛的所有权利。一般除了右代宫家的成员，不会有其他人靠近。
建筑的原型
雖然六轩岛被设定在伊豆群岛上，但右代宫家建筑都是取材于东京都附近。
新修的宾馆的外观是取材于东京都北区的旧古河庭园，本家大屋取材于目黑区的马场公园，礼拜堂则取材于台东区的旧岩崎邸庭园中的洋房。
目前岛上大部分区域都没有被开发，保持着森林和海岸的原始风光，但有传闻说那些未开发区域为魔女掌管。
右代宫家大屋
樓高3层，地庫1层的纯正西方建筑。1楼玄关前有一幅魔女贝阿朵莉切的等身画像。画像下写有碑文，一般猜测其中隐藏着黄金的秘密。家督的书房经常进行某些黑暗仪式，散发出让人难以忍受的味道。书房门上亦有辟邪的蝎子图案。
附属宾馆
正式名为渡来庵，建筑在大屋隔壁。本来是臧臼开发六轩岛计划中的高级旅游宾馆，但由于日本泡沫经济問題，计划搁置而迟迟无法使用。现作为客人的投宿设施使用，亲属们亦对这里的住宿条件评价很高。
魔女的贵宾室
大屋中一间特别的客房，没有金藏的许可，一般人不得入内。据说是为魔女贝阿朵莉切准备的房间。一直是按照當家督房间的规格对其进行打理。
肖像画与碑文
右代宫家大屋一楼的玄关口和书房内各有一幅贝阿朵莉切的肖像画，不过玄关口的那幅要大得多且下面设有刻着碑文的石板。为2年前金藏请画家所画。碑文内容恐怖神秘，却又似乎暗示着黄金的所在。
玫瑰园
大屋正门外斜坡的下面。由佣人们打理。本来只是普通的花园，但在臧臼开发六轩岛的计划中被改造成了现在的西式庭院。里面栽培着很多名贵的玫瑰品种。
神社
EP2正式登場。以前是船行驶到岛前很远便可看到的建筑，里面有一面镜子。在几年前的夏天被雷劈毁，现在已经不存在。传说六轩岛上住着吃人的魔鬼，曾有着“恶食岛”的称呼，来往的旅人为祈求平安而修建了这座神社。
礼拜堂
EP2正式登場。靠近森林，距离大屋有一定距离。是座有些陈旧的建筑。平日由于金藏的禁止，一般人不得接近。门窗紧锁，钥匙只有一把。
九羽鳥庵
EP3正式登場。位在六軒島森林深處的很精致的宅邸，只有当主金藏和与其亲近的少数仆人才知道这个秘密地点。身為人類的貝阿朵莉切曾住在那邊。地下有个小型监牢。

## 用语解说
六轩岛大量杀人事件
1986年10月4日到5日间，在六轩岛上发生的右代宫一家被害事件。外界的好事者经常称呼其为“魔女传说连续杀人事件”增加神秘感。
右代宫家族
原本是靠纺织工厂兴起的豪富，本家位于小田原，不过因关东大地震而没落。现当主右代宫金藏凭借无与伦比的强运与才能令其在朝鲜战争后再兴。原来的本家已经在大地震后灭亡，现在指的右代宫家族全为金藏的后代。
亲族会议
右代宫金藏的子女都已经独立创业，每年他们都会汇聚到金藏所在的六轩岛团聚并把这一年事业的情况向金藏报告。不过近几年由于金藏的身体问题拒绝会见他们，亲族会议也变成了对时日不多的当主金藏的财产分配问题的激烈争论。
親族序列
右代宮家的親族序列是以血緣關係作為基準，以家督為首，之後是家督的兒女，孫兒女，最後是兒女的配偶，兒女以長幼排序，孫兒女以兒女順序排序。
現在右代宮家的親族序列以金藏為首，之後是藏臼、繪羽、留弗夫、樓座、朱志香、讓治、戰人、真里亞、夏妃、秀吉、霧江，至於樓座的丈夫由於缺席，故由金藏主診醫生南條代席。
贝阿朵莉切的黄金传说
相传在右代宫金藏在年轻时曾被黄金的魔女贝阿朵莉切授予10吨黄金，右代宫家就以这些黄金作為抵押得到巨額贷款，复兴了家族。这些黄金由先进的技术铸造而成，拥有极高的纯度，表面铸有右代宫家的家徽。
黄金蝴蝶
被视为魔女贝阿朵莉切的化身、神秘的金色发光蝴蝶。佣人在做夜间巡查时偶尔会遇到。传闻有佣人因追逐黄金蝴蝶而受伤。
片翼之鹫
右代宮家的家徽，家屬會在衣服上刻上家徽，除了金藏本人，他的兒女及孫兒女以外，通常禁止他人使用，至於源次，紗音與嘉音三人，則因為金藏對他們有相當的信賴，因此有所例外。
至於家徽刻印的位置，模樣、數量亦各不相同。也有传言说该家徽本是魔女贝阿朵莉切的标志，象徵金藏与魔女订立契约。
家具
右代宮家佣人的蔑称。家具是低于人的存在，没有像人一样思考的权力。
黄金乡
碑文上所记载的地方，魔女将会赋予进入黄金乡的人四件宝物，也有人认为这是隐藏10吨黄金的地点的比喻。
魔女的来信
亲族会议的第一天都会有自称是「本家顾问炼金术师」、「黄金的魔女贝阿朵莉切」的人送来一封信。宣布已经结束了与金藏的契约，要收回所有的黄金和做为利息的右代宫家的一切，似乎对接下来的连环杀人事件做出了宣言。不过有一个特别条款：只要有一个人找到了黄金，贝阿朵莉切就必须永远放弃所有权利并返还已经回收的部分。信封为金藏所用，表面有片翼之鹫。封口上是用代表家督地位的戒指压的蜡印，表明了此信的内容与家督所说的话具有同等效力。时任家督右代宫金藏并未现身对此进行任何解释。
温彻斯特步枪
正式型號為溫徹斯特M1894，温彻斯特公司出品的轻武器，几乎是美国西部时代的标志，在美国西部片中极其常见。金藏拥有数支，事件中生還者會用来护身。
鲭
熊泽秋用来给别人圆场时爱说的笑话。鲭在日文文化中有“什么都可以”的意思，玩家在讨论时也常以凶手是鲭来说笑，鲭便成了用来恶搞的对象，制作方也加以参与。如熊泽秋的儿子叫熊泽鲭吉，鲭吉所穿的衣服上也有巨大的“鲭”字，鲭罐头等。
瓶中信
一张详细记载了六轩岛大量杀人事件的神秘纸片。纸片被密封在一个酒瓶中，漂流到附近的岛屿时被发现的。纸片的署名为“右代宫真里亚”，内容荒诞不经，把整个事件解释为魔女所为。信的最后写道：“读了这个的你，请无论如何找出真相，这是我唯一的愿望。”这封瓶中信的发现使事件的神秘性大大提高，“魔女传说连续杀人事件”也由此得名。
偽書作家
宣稱自己知道了「真相」而發表文章的作家。而在眾多偽書作家之中，八城十八受到最高的評價。
天界
天界的誕生有著不少謎團，但大體上可理解為過去人類對身邊事物的意識和思想，於很強意志下分裂的個體。
航海者
航海者能游走於无限的碎片世界的魔女，亦是高位魔女的别称，其魔力與走不出领地的魔女是不能相比的。她們不會因某碎片世界的否定而消失，亦可賦予其他個體遊走碎片世界的力量。
元老院
天界一個具高地位的機關。元老院的魔女均擁有漫長的經驗，使個體意識完全獨立，可視為元祖的航海者。成為正式魔女及魔術師的儀式要得到元老院魔女的認可，但不代表沒有被否定的機會。
炼狱七桩
七支桩子，柄上有恶魔风格装饰。根据魔女的解释，是象征七宗罪的魔力小锥。在遊戲中按照碑文的内容杀害了很多人并在某些尸体的特定部位插入。
魔女聯盟 Mariage Sorciere
由原初魔女瑪利亞與無限魔女貝阿朵莉切兩人組成的同盟，相信是貝阿朵莉切期待的遊戲結局。瑪利亞擁有從“0”創出“1”的魔力，令這個魔法大系得以成立，贝阿朵莉切才在真正意義上擁有無限之力。
天界大法院
為各種世界事故判刑的機關，以最根本推理法則為法律，有濃烈宗教背景。地位在元老院之下，元老院魔女可指使司祭主教為某事進行審判。不論哪一個空間存在的人或靈魂，都可以被大法院的司祭主教判刑。
上位世界
內裡的個體沒需要跟隨現實世界的自然法則，所以魔法、已死的人類和不同時空碎片的人都可以存在。除解說者和上位偵探進行推理大戰外，所有人都在故事中旁觀棋盘。上位世界的個體意識有可能影響現實世界的同一個體。
国际象棋
整个游戏被具象为了右代宮战人与贝阿朵莉切在国际象棋上的对弈，整个世界观也被映射成了一盘国际象棋。国际象棋的形象在游戏中多次出现。如游戏开头便是金藏下棋的场景，对话时大量使用国际象棋的相关词汇，进入里茶会的方法就是在TIPS里把人物按成类似国际象棋棋盘状等。電視动画的每话标题亦以国际象棋的英文术语为主。
EP
EP為每一場遊戲的名稱。EP的每一個故事取材自不同的碎片世界，代表著同一段時空的不同可能性，可視為絕對平衡的世界。由於只屬借用性質，根据貓箱理論，棋盘上的世界可以显现出魔法的幻像，擾亂偵探的推理。儘管謎題和遊戲已經告一段落，EP的時間仍會發展下去，通往不同的未來。
Game Master (GM)
游戏管理员，可以创造出整个棋盘的魔女或魔术师。Game Master可隨意增加登場的人物“棋子”（包括自己），沒有責任呈現真實。棋子因著本身的性格自由行动，上演杀人事件，惟Game Master可以利用紅字干預。
侦探
为了揭开迷底而存在，本身是人类，在上位世界进行宣言后成为“侦探”。侦探肯定不是犯人，也不会对故事产生任何影响，侦探作为第一人称的视点里不会参杂幻想描写，是帮助推理的有力工具。侦探调查时不会被打扰，能不被侦探发现的隐藏房间和道路不存在，说话时亦必定引起注意。
红字
EP2登場，贝阿朵莉切提出的游戏规则。當魔女方以红色字体标出的内容，内容絕對真实，不必给出证明，亦没有反驳的余地。魔女有給予沒有能力的人使用红字的能力。但魔女方无法使用红字说出与事实相悖的话，强行说出将导致使用者窒息，不過卻可以使用红字修改游戏设定，改变游戏剧本。使用红字一方面可以把对手的假设粉碎，另一方面又使故事的一部分真相被作為線索而暴露，所以是一把双刃剑。
要求复述
人類对某一内容要求魔女用红字来复述，即验证某一内容的真实性。魔女可以拒绝这一要求，但只是因为魔女没有必须满足这一要求的义务，并不能否认这段内容的真实性。
蓝字
以蓝色字体标出的内容，EP4登場，经过安琪・贝阿朵莉切详细解释游戏规则后，由贝阿朵莉切提出的游戏规则。在棋局内，魔女方并无义务去回应人类方提出的「要求复述」，但是当人类方提出的解释足以击破魔女方所声称的「魔法杀人」时，魔女方必须对此用红字进行反驳，即魔女方对此持有反驳的义务，无法反驳則人类方提出的解释将自动被视为真实并获得胜利。從EP4起因而更進一步，若人类方有能击破「魔法杀人」的主张时，可以用蓝字将其说出，魔女方对蓝字必须使用红字反驳。魔女方虽然对蓝字持有反驳的义务，但并无义务立即反驳。以贝阿朵莉切提出的规则，魔女方可以在棋局结束后一分钟内反驳蓝字，而人类方可以在棋局结束后一分钟内再次提出蓝字。贝阿朵莉切并无限制每个迷题只能使用一次蓝字，因此人类方可以用蓝字提出大量的假说以解释事件。蓝字有如霰弹，以大量的假设弥补已知的不足，要的只是有一发命中事件真相。
金字
EP5登場，在游戏中以金黄色字体标出的内容，内容是毫无疑问的真实，与红字不同的是使用者已了解所有EP事件的真相才下定論，顯出其超然的魔法地位。
紫字
以紫色字体标出的内容，EP8登場，由貝倫卡絲泰露提出的游戏规则。由棋局内的棋子自由使用。可以認為紫字与红字有等同的重要性，唯犯人可以用紫字说谎。
邏輯謬誤
游戏剧本与已说出的红字存在矛盾，即故事表里不一，是Game Master絕對不能犯的錯誤。在未修正邏輯謬誤之前，游戏将被无限期暂停，所有人都不可能死，魔女等亦只能打開新局。
翻转棋盘思考理论
把棋盘掉转过来揣度对手的走法，即换位思考，从对手的思维入手进行探索。右代宫雾江惯用的思考方式，战人也深受其影响。
恶魔的证明
没有证据证明恶魔的存在。但是也没有证据证明说“恶魔不存在”，因此就无法排除恶魔存在的可能性。释法时解释立证责任的问题，即证明事实的责任应该归属到积极事实的主张的一方，恶魔存在的证据应该由主张恶魔存在的一方提供。
本作品中恶魔的证明则是魔女方的基本战术。人类方无法证明杀人事件为人类所为，就无法否定魔女杀人的可能性。
亨佩尔的乌鸦
即乌鸦悖论，“所有乌鸦都是黑的”逻辑上等同于“所有不黑的东西全不是乌鸦”，这样一个红苹果也可以用来提升“所有乌鸦都是黑的”这个命题的可信度，这与直觉似乎不符但又是事实。
本作品中做为解决“恶魔的证明”的方法，只要把对方假设的所有的可能性全部否决，即使己方没有证据，同样可以获胜。
貓箱理論
即薛丁格貓，把一隻貓放進箱子裡，在打開箱子前誰都無法確定其死活，可以同時出現貓已死和貓還活著的兩種主張。意為在受暴風雨壟罩，被拉離隔世的宛如貓箱的六軒島上，可以存在魔女所為和人為的真實。
狼与羊的谜题
即「使用一艘只能搭载两只生物的小船将若干只羊及若干只狼运至河对岸，但要确保每一边羊的数量不能少于狼的数量」的问题。世间流传着许多不同的版本，但均有「弱势群体的数量不能少于强势群体的数量」这一条件。在六轩岛，凶手等同于狼。在每一次行动中如何确保其他人的数量不少于凶手的数量则成了限制条件。
诺克斯十戒
EP5登場，德拉诺尔・A・诺克斯的武器，是天界大法院第七管區內赦執行機關的戒律。可以对所有违反诺克斯十戒的假设用红字宣读出相关条款加以否决，其宣判超过了恶魔的证明的力量。与由推理小说作家罗纳德・A・诺克斯于1928提出的推理小說十誡内容并不一样，第5条缺失。
范达因二十则
EP7登場，与诺克斯十戒类似，是威拉德・H・莱特的武器，可以用红字否定违背范达因二十则的假设。由推理小说作家范·达因提出，详见范·达因的推理小说二十法则。
18人
红字證實「岛上不存在第19名人类」，但无法确定凶手就在已登场的18人當中。存在未知凶手甚至更多的犯人，或是有身份重覆的人存在都是推理时的一个焦点。
贝阿朵莉切的密室定义
以黄金的魔女「贝阿朵莉切」的名字命名的一类密室，于EP3登场。此类密室隔绝了内外出入及干涉的可能性。总的来讲，就是指否定了暗门、物理干涉（诸如使用钓鱼线）及远程操控（诸如使用遥控器）。

## 音樂

### PC版
出題篇
EP1-EP4 主題曲： （海貓嗚泣之時）
- 作曲：志方晶子，作詞：，演唱及聲樂：志方晶子 by the courtesy of HATS UNLIMITED, INC.，錄音及混音工程：南直行
- 原聲吉他：，布祖基琴、愛爾蘭布祖基琴：田代耕一郎，小提琴：大貫聖子，電吉他：伊藤浩紀，敲擊樂、馬林巴木琴：大石真理惠，貝斯：大野弘毅，直笛、錫口笛： 安井敬
- 錄音室：BS&T RECORDING & REHERSAL STUDIO、Rabbit Hole Studio、SOUND INN STUDIO

EP2 Staff roll曲：（旋律 -sirabe-）
- 作曲：cap，編曲：xaki，作詞：sunny，歌：木村圭見

EP3 片尾曲：ACTIVE PAIN
- 作曲、編曲、混音：xaki，作詞：sunny，錄音：pyon，歌：本木咲黑

EP4 片尾曲：Discode
- 作曲：cap，編曲：xaki，作詞：佐倉かなえ、sunny，歌：佐倉かなえ

展開篇
EP5-EP6 主題曲：（神秘的魔女）
- 作詞、編曲：志倉千代丸，編曲：上野浩司，演唱及聲樂：Ayumu

EP5 Staff roll曲：TSUBASA（翼）
- 作曲、編曲：dai，歌：片霧烈火

EP6 片尾曲：Birth of a new witch
- 作詞：E.Kida，作曲、編曲：ラック眼力、pre-holder，歌：本木咲黑

EP6 Staff roll曲：ウサンノカオリ（可疑的氣味）
- 作詞：E.kida，作曲/編曲：ラック眼力，歌：木野寧

EP7 主題曲：（霧之甕棺）
- 作曲、編曲：、dai，作詞：、E.Kida，演唱及聲樂：木野寧

(ピトス  古希臘文πίθος，英文可寫作pithos，是古希臘用的一種盛物的甕而這種甕，除了裝物件之外還是曾被當做喪葬用的，即“甕棺”。
EP7的片頭動畫開頭的部分裏，戰人和瓦爾基莉亞站在一口棺材前面，於是便譯做〝霧之甕棺〞)
EP8 片尾曲：（白夢之繭～回憶過去～）
- 作曲、編曲：志方晶子，作詞：志方晶子，演唱：志方晶子

### PS3移植版
魔女與推理之輪舞曲（EP1-EP4） 主題曲：
- 作曲、作詞：志倉千代丸，編曲：真下正樹，歌：KOKOMI（Asriel）

真實與幻想的夜想曲（EP5-EP8） 主題曲：
- 作曲、作詞：志倉千代丸，編曲：悠木真一，歌：Zwei

## 相關書籍

### 四格漫畫
- 《海貓日和。～歡迎來到六軒島!!～》（うみねこびより。〜六軒島へようこそ!!〜）（作画：枫月诚、四格漫画、連載於）

ISBN 9784758080484 2009年6月22日日 初版發行

### 漫畫選集
- 海貓悲鳴時 選集（宙出版）

1. 《～the first case～》 2007年10月24日初版 ISBN 9784776723356
2. 《～the second case～》 2007年12月25日初版 ISBN 9784776723776
3. 《～the third case～》 2008年3月24日初版 ISBN 9784776724711

- 海貓悲鳴時 四格（Magi-Cu）

1. 2007年10月25日初版 ISBN 9784757738140
2. 2007年12月25日初版 ISBN 9784757739130

- 《海貓悲鳴時 EpisodeX ROKKENJIMA of Higurashi crying》

作畫：緋色雪。連載於《電撃G's Festival! COMIC》。本作和《暮蟬悲鳴時》的世界相互交錯，兩作的角色均有出場。

## 電視動畫
從2009年7月開始於神奈川電視台等UHF放送局播放，全26話。

### 製作人員
- 企劃：及川武、川村明廣、湯浅昭博
- 原作：龍騎士07 / 07th Expansion
- 監督：今千秋
- 系列構成：川瀨敏文
- 人物設定：菊地洋子
- 美術監督：東潤一
- 色彩設計：北爪英子
- 編集：松村正宏
- 音響監督：鄉田穗積
- 音樂：Arranged & Additional Composed by Gran Musik（櫻井真一、森脇正敏）
- 音樂製作人：吉川明、若林豪
- 音樂製作：Frontier Works
- 製片人：野村美加、大森啟幸、岡村武真
- 動畫製作人：浦崎宣光
- 動畫製作：STUDIO DEEN
- 製作：海貓悲鳴時製作委員會

### 主題曲
- 片頭曲：（2009年8月19日發售）

歌：志方晶子，作詞：波乃渉，作曲、編曲：志方晶子
- 片尾曲：「la divina tragedia～魔曲～」（2009年9月16日發售）

歌、作詞、作曲：

### 各話列表
| 話數 | episode   | 集數 | 標題             | 中文標題   | 腳本     | 分鏡     | 演出       | 作畫監督                   | 總作畫監督        |
| ---- | --------- | ---- | ---------------- | ---------- | -------- | -------- | ---------- | -------------------------- | ----------------- |
| 1    | episode Ⅰ | Ⅰ    | opening          | 開局       | 川瀨敏文 | 藤原良二 | 土屋浩幸   | 中島美子 清水勝祐          | 番由紀子 菊地洋子 |
| 2    | episode Ⅰ | Ⅱ    | first move       | 先手       | 川瀨敏文 | 名村英敏 | 平田豐     | 浅井昭人                   | 番由紀子 菊地洋子 |
| 3    | episode Ⅰ | Ⅲ    | dubious move     | 可疑的行動 | 志茂文彥 | 小林浩輔 | 小林浩輔   | 前澤弘美                   | 番由紀子 菊地洋子 |
| 4    | episode Ⅰ | Ⅳ    | blunder          | 失誤       | 志茂文彥 | 寺東克己 | 江島泰男   | 高橋敦子 金順淵            | 番由紀子 菊地洋子 |
| 5    | episode Ⅰ | Ⅴ    | fool's mate      | 愚者自將   | 川瀨敏文 | 高村雄太 | 久保太郎   | 菊地洋子                   |                   |
| 6    | episode Ⅱ | Ⅰ    | middle game      | 中局       | 川瀨敏文 | 平田豐   | 平田豐     | 今岡大 清水勝祐            | 番由紀子          |
| 7    | episode Ⅱ | Ⅱ    | early queen move | 開局出     | 川瀨敏文 | 桃瀨毬藻 | 小林浩輔   | 前澤弘美                   | 番由紀子          |
| 8    | episode Ⅱ | Ⅲ    | week square      | 弱格       | 志茂文彥 | 名村英敏 | 土屋浩幸   | 淺井昭人                   | 番由紀子 菊地洋子 |
| 9    | episode Ⅱ | Ⅳ    | skewer           | 一子串擊   | 志茂文彥 | 江島泰男 | 渡邊正彥   | 星野尾高廣                 | 番由紀子 菊地洋子 |
| 10   | episode Ⅱ | Ⅴ    | accept           | 接受和局   | 川瀨敏文 | 桃瀨毬藻 | 平田豐     | 中島美子 堀越久美子        | 番由紀子 菊地洋子 |
| 11   | episode Ⅱ | Ⅵ    | back rank mate   | 底線將殺   | 川瀨敏文 | 高本宜弘 | 吉田俊司   | 由田裕子                   | 番由紀子 菊地洋子 |
| 12   | episode Ⅲ | Ⅰ    | castling         | 王車易位   | 川瀨敏文 | 藤原良二 | 阿部達也   | 阿部達也 松村康功          | 番由紀子 菊地洋子 |
| 13   | episode Ⅲ | Ⅱ    | gambit           | 棄兵局     | 志茂文彥 | 咲坂守   | 小林浩輔   | 清水勝祐 金順淵            | 番由紀子 菊地洋子 |
| 14   | episode Ⅲ | Ⅲ    | positional play  | 設局       | 川瀨敏文 | 森田宏幸 | 土屋浩幸   | 淺井昭人                   | 番由紀子 菊地洋子 |
| 15   | episode Ⅲ | Ⅳ    | isolated pawn    | 孤立之棋   | 志茂文彥 | 寺東克己 | 平田豐     | 前澤弘美 渡邊奈月          | 番由紀子 菊地洋子 |
| 16   | episode Ⅲ | Ⅴ    | queening square  | 變之格     | 川瀨敏文 | 桃瀨毬藻 | 吉本毅     | 日野貴史 加藤万由子        | 番由紀子 菊地洋子 |
| 17   | episode Ⅲ | Ⅵ    | promotion        | 升變       | 志茂文彥 | 高本宜弘 | 小林浩輔   | 清水勝祐 中島美子          | 番由紀子 菊地洋子 |
| 18   | episode Ⅲ | Ⅶ    | swindles         | 逆轉       | 川瀨敏文 | 江島泰男 | 江島泰男   | 菊地洋子 金順淵            | 菊地洋子          |
| 19   | episode Ⅳ | Ⅰ    | end game         | 殘局       | 川瀨敏文 | 桃瀨毬藻 | 久城りおん | 鷲田敏弥 星乃夏海          | 番由紀子          |
| 20   | episode Ⅳ | Ⅱ    | zugzwang         | 無棋可走   | 志茂文彥 | 桃瀨毬藻 | 平田豐     | 高橋敦子                   | 番由紀子          |
| 21   | episode Ⅳ | Ⅲ    | prophylaxis      | 預防       | 川瀨敏文 | 桃瀨毬藻 | 阿部達也   | 日野貴史 中本尚子 松村康功 | 番由紀子          |
| 22   | episode Ⅳ | Ⅳ    | problem child    | 主教雅出   | 守屋龍史 | 川瀨敏文 | 上屋浩辛   | 小田真弓                   | 番由紀子 菊地洋子 |
| 23   | episode Ⅳ | Ⅴ    | breakthrough     | 強行突破   | 志茂文彥 | 森田宏幸 | 小林浩輔   | 淺井昭人                   | 番由紀子 菊地洋子 |
| 24   | episode Ⅳ | Ⅵ    | adjourn          | 請求封手   | 川瀨敏文 | 寺東克己 | 平田豐     | 谷口守泰 中島美子          | 番由紀子 菊地洋子 |
| 25   | episode Ⅳ | Ⅶ    | forced move      | 被迫移動   | 志茂文彥 | 桃瀨毬藻 | 江島泰男   | 番由紀子 高橋敦子          | 番由紀子          |
| 26   | episode Ⅳ | Ⅷ    | sacrifice        | 棄子       | 川瀨敏文 | 川瀨敏文 | 久保太郎   | 前澤弘美 淺井昭人 菊地洋子 | 菊地洋子          |

### 播放電視台
日本深夜動畫：下文記載的日本国内播放時間使用日本標準時間（UTC+9）表示。因為部分時間标识會採用30小时制，因此請留意这类超过24:00的时间，其實際播放時間為翌日清晨。
| 播放地域 | 電視台       | 播放日期                                     | 播放時間               | 聯播網         | 備註                                        |
| -------- | ------------ | -------------------------------------------- | ---------------------- | -------------- | ------------------------------------------- |
| 千葉縣   | 千葉電視台   | 2009年7月1日 - 12月23日                      | 週三 25:30 - 26:00     | 独立UHF局      | 播出版本為修正版                            |
| 愛知縣   | 愛知電視台   | 2009年7月1日 - 12月23日                      | 週三 25:58分 - 26:28分 | 東京電視台系列 | 播出版本為修正版                            |
| 日本全國 | Anime One    | 2009年7月2日 - 12月24日                      | 不適用                 | 網絡配信       | 1週期間免費配信 期間結束之後收費配信        |
| 日本全國 | Animate TV   | 2009年7月2日 - 12月24日                      | 不適用                 | 網絡配信       | 1週期間免費配信 期間結束之後收費配信        |
| 日本全國 | Mobile Anime | 2009年7月2日 - 12月24日                      | 不適用                 | 網絡配信       | 1週期間免費配信 期間結束之後收費配信        |
| 京都府   | KBS京都      | 2009年7月2日 - 12月24日                      | 週四 25:00 - 25:30     | 独立UHF局      |                                             |
| 埼玉縣   | 埼玉電視台   | 2009年7月2日 - 12月24日                      | 週四 25:30 - 26:00     | 独立UHF局      | 播出版本為修正版                            |
| 神奈川縣 | 神奈川電視台 | 2009年7月4日 - 12月26日                      | 週六 25:30 - 26:00     | 独立UHF局      | 播出版本為修正版                            |
| 兵庫縣   | SUN電視台    | 2009年7月6日 - 12月28日                      | 週一 25:40 - 26:10     | 独立UHF局      | 播出版本為修正版                            |
| 日本全域 | AT-X         | 2009年7月11日 - 2010年1月2日                 | 週六 09:00 - 09:30     | CS頻道         | 重播                                        |
| 新潟縣   | 新潟電視台21 | 2009年8月10日 -                              | 週一 25:45分 - 26:15   | 朝日電視系     | 8月17日修正後重新放送第1話 播出版本為修正版 |
| 日本全域 | BS11         | 2010年1月8日 - 3月26日 2010年4月2日 - 7月2日 | 週五 24:30 - 25:00     | BS放送         | 於ANIME+頻道放送 播出版本為修正版           |

#### DVD、BD
| 卷數    | 發售日         | 收錄話數        | 規格編號（DVD） | 規格編號（DVD） | 規格編號（DVD） | 規格編號（BD） | 規格編號（BD） |
| 卷數    | 發售日         | 收錄話數        | 初回版          | 特裝版          | 通常版          | 初回版         | 通常版         |
| ------- | -------------- | --------------- | --------------- | --------------- | --------------- | -------------- | -------------- |
| Note.1  | 2009年10月23日 | 第1話 - 第2話   | FCBP-0115       | FG-8016         | FCBP-0128       | FCXP-0006      | FCXP-0019      |
| Note.2  | 2009年11月26日 | 第3話 - 第4話   | FCBP-0116       | FG-8017         | FCBP-0129       | FCXP-0007      | FCXP-0020      |
| Note.3  | 2009年12月23日 | 第5話 - 第6話   | FCBP-0117       | FG-8018         | FCBP-0130       | FCXP-0008      | FCXP-0021      |
| Note.4  | 2010年1月22日  | 第7話 - 第8話   | FCBP-0118       | FG-8019         | FCBP-0131       | FCXP-0009      | FCXP-0022      |
| Note.5  | 2010年2月24日  | 第9話 - 第10話  | FCBP-0119       | FG-8020         | FCBP-0132       | FCXP-0010      | FCXP-0023      |
| Note.6  | 2010年3月25日  | 第11話 - 第12話 | FCBP-0120       | FG-8021         | FCBP-0133       | FCXP-0011      | FCXP-0024      |
| Note.7  | 2010年4月21日  | 第13話 - 第14話 | FCBP-0121       | FG-8022         | FCBP-0134       | FCXP-0012      | FCXP-0025      |
| Note.8  | 2010年5月26日  | 第15話 - 第16話 | FCBP-0122       | FG-8023         | FCBP-0135       | FCXP-0013      | FCXP-0026      |
| Note.9  | 2010年6月23日  | 第17話 - 第18話 | FCBP-0123       | FG-8024         | FCBP-0136       | FCXP-0014      | FCXP-0027      |
| Note.10 | 2010年7月22日  | 第19話 - 第20話 | FCBP-0124       | FG-8025         | FCBP-0137       | FCXP-0015      | FCXP-0028      |
| Note.11 | 2010年8月25日  | 第21話 - 第22話 | FCBP-0125       | FG-8026         | FCBP-0138       | FCXP-0016      | FCXP-0029      |
| Note.12 | 2010年9月23日  | 第23話 - 第24話 | FCBP-0126       | FG-8027         | FCBP-0139       | FCXP-0017      | FCXP-0030      |
| Note.13 | 2010年10月22日 | 第25話 - 第26話 | FCBP-0127       | FG-8028         | FCBP-0140       | FCXP-0018      | FCXP-0031      |

| 卷數        | 發售日         | 收錄話數        | 規格編號  |
| ----------- | -------------- | --------------- | --------- |
| DVD set I   | 2010年5月26日  | 第1話 - 第8話   | FCBP-9013 |
| DVD set II  | 2010年8月25日  | 第9話 - 第16話  | FCBP-9014 |
| DVD set III | 2010年10月22日 | 第17話 - 第26話 | FCBP-9015 |

#### CD
- うみねこのなく頃に キャラクターソング Vol.1 （2009年10月7日發售）
  - 演唱 - 右代宮朱志香（井上麻里奈）、右代宮真里亞（堀江由衣）
- うみねこのなく頃に キャラクターソング Vol.2 （2009年11月6日發售）
  - 演唱 - 貝阿朵莉切（大原沙耶香）、右代宮讓治（鈴村健一）

## 外部連結
- うみねこのなく頃に 公式サイト （页面存档备份，存于）（日語）
- うみねこのなく頃に咲 ～猫箱と夢想の交響曲～ 公式サイト （页面存档备份，存于）（日語）
- うみねこのなく頃に ゲームポータルサイト，存于（日語）
- PS3版『うみねこのなく頃に 〜魔女と推理の輪舞曲〜』 公式サイト，存于（日語）
- PS3版『うみねこのなく頃に散 〜真実と幻想の夜想曲〜』 公式サイト，存于（日語）
- PSP版公式サイト，存于
- うみねこドットTV テレビアニメうみねこのなく頃に （页面存档备份，存于）（日語）
- うみねこのなく頃に 携帯電話アプリ，存于（日語）